# Munkácsi Bernát
Munkácsi Bernát, születési nevén Munk Bernát (Nagyvárad, 1860. március 12. – Budapest, Terézváros, 1937. szeptember 21.) magyar nyelvész, finnugrista, turkológus, orientalista, néprajztudós, a Magyar Tudományos Akadémia rendes tagja, Munk Adolf kereskedő, író fia.

## Életpályája
Apja Munk Adolf tanító, író, költő, filozófus, kereskedő, aki a fiát a nagyváradi premontrei gimnáziumba íratta be. Korán elkezdett érdeklődni a nyelvek iránt, már középiskolás korában  törökül tanult. A budapesti egyetemen Budenz József, Simonyi Zsigmond és Vámbéry Ármin tanítványa volt. 19 évesen megjelenik első nyelvészeti cikke. 1880-ban Kúnos Ignáccal Moldvába utazik, gyalogszerrel bejárják a csángó falvakat, ahol nyelvjárási anyagot gyűjtenek. Munkájáért elnyeri a Magyar Tudományos Akadémia Sámuel-díját. Már egyetemista korában tudatosan készült Reguly Antal vogul (manysi) szövegeinek megfejtésére. Több finnugor nyelvet tanulmányozott, s megtanult oroszul is.  Az ugor-török háborúban Vámbéryval szemben Budenz mellé állt.
„Munkácsi céltudatos munkásságának fő színteréül a magyarral rokon vagy a magyarral hajdan érintkezésben állott népek, nyelvek szolgáltak. Már pályája kezdetén tisztában volt e területek mérhetetlen fontosságával, de egyúttal elhanyagolt voltával is. Látta, hogy összehasonlító nyelvtudományunk legégetőbb teendője Reguly munkájának folytatása: kellő mennyiségű és megbízható anyag gyűjtése a helyszínén.” E törekvés szellemében Munkácsi két tanulmányúton járt finnugor rokonainknál. Az első expedícióra 1885-ben került sor. Április elején a Volga–Káma-vidéken lakó votjákokhoz (udmurtokhoz) utazott, ahonnan az év végén tért haza. Nyelvmestere a kazanyi tanítóképző diákja, Nyikolaj Ivanovics Ivanov volt. Egy hónap felkészülés után több votják települést felkerestek (Szarapul, Ljuk, Multan, Kurakova) a gyűjtőút három hónapig tartott. Hazafelé Szimbirszkben (ma Uljanovszk) a törökségi nyelvek közé tartozó csuvast tanulmányozta. Votják és csuvas szövegeit 1887-ben publikálta. Votják szótára 1890 és 1896 között látott napvilágot négy füzetben. A 818 lapos, nagyon sok néprajzi anyagot is tartalmazó, a mai napig fontos szótárért az akadémiától kitüntetésben részesült.
Reguly Antal hatalmas mennyiségű szöveget gyűjtött, de ezek megfejtetlenek maradtak. Reguly halála után 30 évvel, 1888 tavaszán indult útra Munkácsi azzal a céllal, hogy megszólaltassa a néma szövegeket. Útitársa Pápai Károly volt, aki az osztjákoknál (hantiknál) kutatott. Munkácsi egy év alatt nagy területet járt be, gyűjtött a lozvai, tavdai, kondai, pelimi, szoszvai és szigvai voguloknál. Anyagát az 1890-es években folyamatosan kezdte el megjelentetni Vogul népköltési gyűjtemény címmel. 250 szöveget adott ki, 1600 oldalnyi terjedelemben, ezekhez néprajzi jegyzeteket is mellékelt, illetve vogul nyelvtani vázlatokat is írt az általa tanulmányozott hat nyelvjárásról. Kálmán Béla a róla írott monográfiában hangsúlyozza Munkácsi tevékenységének úttörő jellegét: az északin és kondain kívül az egyéb dialektusokról még a kor kutatóinak sem volt tudomása.
Hazatérte után 1890-ben lett az MTA levelező tagja. 1891-ben a Finnugor Társaság külső tagjává választották. 1892-ben a Magyar Néprajzi Társaság alelnöke lett. Egyetemi állást azonban élete végéig nem kapott, a Pesti Izraelita Hitközség tanfelügyelőjeként dolgozott. Emellett 1894 és 1910 között az Ethnographia szerkesztője volt (1898-tól Sebestyén Gyulával együtt). 1900-tól haláláig a Keleti Szemle társszerkesztője (Kúnos Ignáccal, F. Takács Zoltánnal és Teleki Pállal). 1910-ben választották az MTA rendes tagjává. Elméleti munkásságából kiemelendő a halászat magyar terminológiájáról és a magyar fémnevekről írt tanulmánya. Munkásságában fontos szerepet kapott a finnugor népek néprajza is. Munkácsi a magyar nép és nyelv őstörténetének fontos szakaszát, az iráni és a kaukázusi népekkel való érintkezést is igyekezett felderíteni. Munkája szintézise Az árja és kaukázusi elemek a finn–magyar nyelvekben című mű (1910), amely vegyes fogadtatása ellenére számos jó meglátással gazdagította a magyar etimológiai irodalmat. Sokat foglalkozott ótörök jövevényszavainkkal is.
A terepen végzett gyűjtések mellett a tudósoknak Magyarországon is sikerült finnugor nyelvi anyagra szert tenni, ugyanis az első világháború oroszországi hadifoglyai között voltak finnugorok is, s az akadémia felismerte az ebben rejlő lehetőségeket (ekkor még nem tudták, hogy az oroszországi terepmunka közel 80 évre ellehetetlenül). Beke Ödön cseremisz (mari), Fokos Dávid zürjén (komi), Klemm Antal mordvin, Munkácsi Bernát votják nemzetiségűektől gyűjtött jelentős anyagokat az esztergomi hadifogolytáborban. Munkácsi 25 adatközlőtől jegyzett fel szövegeket, különböző nyelvjárásokból. A kiadás előkészítésén haláláig dolgozott, anyagát végül Fokos-Fuchs Dávid adta közre 1952-ben. Munkácsi oszét anyagot is gyűjtött a csehországi Chebben, majd Budapesten. Az ekkor gyűjtött szövegeket 1927-ben közölte a Keleti Szemlében, szóanyaga azonban máig kiadatlan.
A vogul szövegekhez írt, sokáig kéziratban maradt jegyzeteit Kálmán Béla rendezte sajtó alá. Vogul szövegeinek szókincsét is Kálmán Béla dolgozta fel. Ugyancsak a debreceni professzor nevéhez fűződik a vogul nagyszótár megszerkesztése: a vogul nyelvjárások máig legjelentősebb szótára, a Wogulisches Wörterbuch 1986-ban jelent meg. A mai napig alapműnek számító szótár rengeteg információt tartalmaz az egymástól távol eső dialektusok szókincséről. 

## Magánélete
Felesége Jacobi Paula (1871–1925) volt, Jacobi Jakab nagybirtokos és Mezei Zsófia lánya, akivel 1892. október 23-án Nagyváradon kötött házasságot. Sógorai Jacobi Béla ügyvéd, jogi szakíró és Jacobi József belgyógyász-főorvos.

## Főbb művei

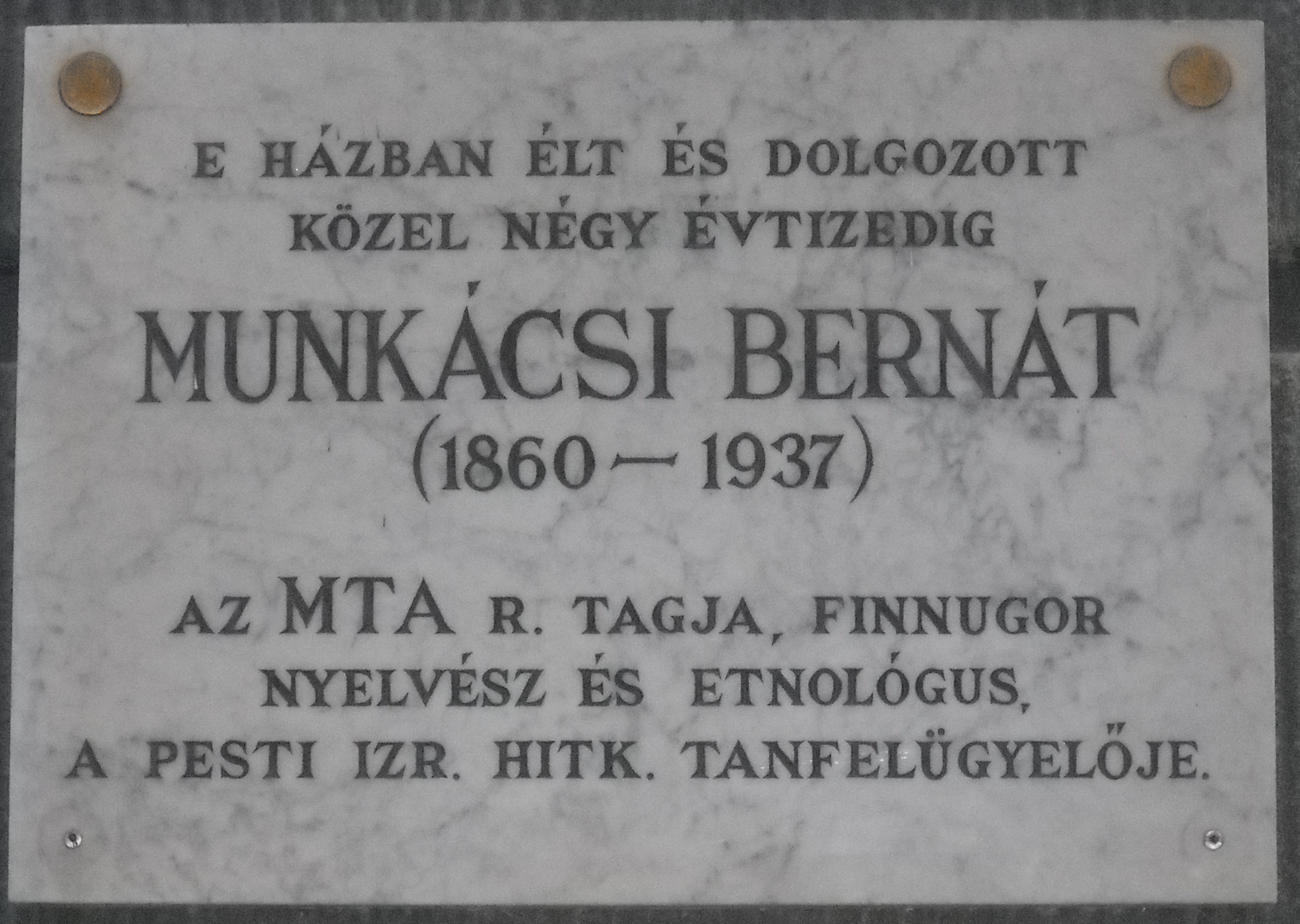
Munkácsi Bernát emléktáblája egykori lakhelyén, a Szondi utca 9. szám alatt

- A moldvai csángók nyelvjárása. Magyar Nyelvőr, 9–10 [1880–81]: 444–455.
- Votják nyelvmutatványok. Ugor füzetek 5. Budapest, 1884.
- A belviszonyragok használata a magyarban (Kunos Ignáccal). MTA Értekezések a Nyelv-és Néptudományok Köréből. XII./4.  Budapest, 1884
- Votják népköltészeti hagyományok. Budapest, 1887.
- A votják nyelv szótára. A Rökk Szilárd Alapítvány segítségével kiadja a Magyar Tudományos Akadémia, Budapest. [Reprint kiadás: Az Uralisztika Tanszék Kiadványai 1. Pécs, 1990.]
- Vogul népköltési gyűjtemény I-IV. Budapest, 1892, 1892, 1893, 1896. (A jegyzeteket tartalmazó 2. kötetek megjelenési évei: 1902, 1910, 1952, 1963; az utóbbi kettőt Kálmán Béla rendezte sajtó alá; a II. részhez egy 3. kötet is megjelent 1921-ben.)
- A magyar népies halászat műnyelve. Néprajzi Füzetek 1. Budapest.
- A vogul nyelvjárások szóragozásukban ismertetve. Ugor Füzetek 11. Budapest, 1894.
- A magyar magánhangzók történetéhez. Nyelvtudományi Közlemények 25 [1894]: 168–186.
- Déli osztják szójegyzék. (Pápai Károly gyűjtése alapján). Ugor füzetek 12. Budapest, 1896.
- Budenz József emlékezete. Budapest, 1896.
- Árja és kaukázusi elemek a finn–magyar nyelvekben I. Budapest, 1901.
- A magyar őshaza kérdése. Ethnographia 16 [1905]: 65–87.
- Istenek hősi énekei, regéi és idéző igéi. MTA, Budapest, 1910.
- Volksbräuche und Volksdichtung der Wotjaken. Mémoires de la Société Finno-Ougrienne 102. Herausgeben von D. R. Fuchs. Helsinki, 1952.
- Wogulisches Wörterbuch Gesammelt von Bernát Munkácsi. Geordnet, bearbeitet und herausgegeben von Béla Kálmán. Akadémiai Kiadó, Budapest, 1986.
- Munkácsi Bernát teljes bibliográfiája: Munkácsi Bernát munkássága. Összeállította Oláh Éva. A Magyar Tudományos Akadémia Nyelv- és Irodalomtudományi Osztályának Közleményei 24 [1967]: 397–413.